# 1999 XS35
1999 XS35は、地球より内側から海王星より外側までという、非常に細長い楕円軌道を持つ小惑星である。ダモクレス族またはアポロ群に分類される。
逆行するものを除くダモクレス族としては最も近日点距離が太陽の近く、アポロ群としては遠日点距離が最も太陽から遠くにあり、水星と金星以外のすべての惑星の軌道をまたいでいる。これは全小惑星で最多である。また、潜在的に危険な小惑星の遠日点距離が遠くても6AU台に納まる中、最も遠い遠日点距離を持つ。
1999 XS35は、発見直前の1999年11月5日に地球から約679万km (0.0454AU) まで接近したと計算されている。